# Sassano
Sassano község (comune) Olaszország Campania régiójában, Salerno megyében.

## Fekvése
A megye délkeleti részén fekszik. Határai: Buonabitacolo, Monte San Giacomo, Padula, Sala Consilina, Sanza és Teggiano.

## Története
Első említése a 15. századból származik. A következő századokban nemesi birtok volt. A 19. században nyerte el önállóságát, amikor a Nápolyi Királyságban felszámolták a feudalizmust. Korabeli épületeinek nagy része elpusztult az 1980-as hirpiniai földrengésben.

## Népessége
A népesség számának alakulása:

## Főbb látnivalói
- San Giovanni Evangelista-templom